# ATG12
ATG12 (англ. Autophagy related 12) – білок, який кодується однойменним геном, розташованим у людей на короткому плечі 5-ї хромосоми. Довжина поліпептидного ланцюга білка становить 140 амінокислот, а молекулярна маса — 15 113.
| 10         |  | 20         |  | 30         |  | 40         |  | 50         |
| ---------- |  | ---------- |  | ---------- |  | ---------- |  | ---------- |
| MAEEPQSVLQ |  | LPTSIAAGGE |  | GLTDVSPETT |  | TPEPPSSAAV |  | SPGTEEPAGD |
| TKKKIDILLK |  | AVGDTPIMKT |  | KKWAVERTRT |  | IQGLIDFIKK |  | FLKLVASEQL |
| FIYVNQSFAP |  | SPDQEVGTLY |  | ECFGSDGKLV |  | LHYCKSQAWG |  |            |

A: Аланін

C: Цистеїн

D: Аспарагінова кислота

E: Глутамінова кислота

F: Фенілаланін

G: Гліцин

H: Гістидин

I: Ізолейцин

K: Лізин

L: Лейцин

M: Метіонін

N: Аспарагін

P: Пролін

Q: Глутамін

R: Аргінін

S: Серин

T: Треонін

V: Валін

W: Триптофан

Задіяний у таких біологічних процесах, як імунітет, вроджений імунітет, убіквітинування білків, автофагія, ацетилювання, альтернативний сплайсинг. 
Локалізований у цитоплазмі, мембрані.